# 四門遊觀
四门出遊，又叫四门遊观、四门遊、四门、四门之遊，是指昔爲太子的乔达摩·悉达多走出王舍城,於东南西北四道门看到老人、病人、死者、沙门，了知众生之苦，并决意学习沙门出家修道的传说。

## 概述
悉达多太子诞生之初，阿私陀仙人等八个婆罗门预言他要么爲转轮圣王，统一四海，要么出家爲得道圣人。幼少时期的悉达多喜爱静坐思惟，反对暴力争战，引起净饭王的担忧。为了避免他出家，净饭王下令将悉达多的起居行止限制在王城内，并将王城内的老、病、贫者迁出，又以鲜衣美食伺候他，将貌美的耶输陀罗嫁给他，试图以世间欲乐断除他出家的念想。
悉达多太子在29岁的某一日，冒险地离开了王城，并在东门第一次见到银髪佝背的老者，在西门第一次见到饱受痛苦的病人，在北门第一次见到死者屍體，这让悉达多太子認識到人生无常，眾生都將受到病、老、死的折磨。最後他在南门看到了莊嚴相好的沙门，为了離苦而出家修行。悉達多太子於是下定決心，悄然地離開王城，以沙門爲榜樣，切除頭髮，著雜染衣，出家求道。